# Cassipourea obovata
Cassipourea obovata là một loài thực vật có hoa trong họ Rhizophoraceae. Loài này được Alston mô tả khoa học đầu tiên năm 1922.